# Autonomía Concertada para Cuba
Autonomía Concertada para Cuba (ACC) es una asociación creada en 2012 en Francia al amparo de la Ley de 1901 por el escritor Ferrán Núñez. El objetivo de su creación es el de promover la idea de la reunificación de Cuba con España como comunidad autónoma.

## Historia
Según la asociación, la independencia de la isla lograda al terminar la guerra hispano-norteamericana de 1898, desamparaba legalmente a los ciudadanos españoles que residían en la isla, y que por ello consideran el movimiento independentista como falso.
Argumentan que el artículo IX del Tratado de París desposeía a los naturales de la isla de su nacionalidad española, cuando afirmaba que "Los derechos civiles y la condición política de los habitantes naturales de los territorios aquí cedidos a los Estados Unidos se determinarán por el Congreso".[cita requerida] Sin embargo, el derecho de opción como emanación del derecho de gentes, era común en el caso de las cesiones territoriales de la época. La Comisión negociadora dirigida por Eugenio Montero Ríos se quejó del tratamiento que se reservaba a los españoles de Cuba: "Se niega a reconocer a los habitantes de los países cedidos(...) el derecho de optar por la ciudadanía de que, hasta ahora gozaron. Y sin embargo, este derecho de opción, que es uno de los más sagrados de la personalidad humana, ha sido constantemente respetado desde que se emancipó el hombre de la servidumbre de la tierra".
Pero pese a la oposición de los comisionados españoles en París, los negociadores norteamericanos se opusieron a su inclusión, estimando que los naturales de Cuba, Puerto Rico y Filipinas eran "tribus no civilizadas" y que, por tanto, a "tales seres se les niega la opción de conservar ciudadanía". Por esa razón, sólo pudieron mantener la nacionalidad los nacidos en España.

## Objetivos
Según el grupo, consideran que actualmente no se puede hacer "justicia histórica" sólo para una categoría de descendientes. Creen que los españoles de Cuba también tienen el derecho de recuperar la nacionalidad de sus ancestros que fue suprimida en 1898.
Una vez aprobada la ley, los naturales de Cuba podrán adquirir la nacionalidad española y luego pronunciarse, por plebiscito, sobre una eventual reunificación con el Reino de España como la Comunidad Autónoma número 18.